# 花蓮輪
花蓮輪（HUA LIEN）是一艘使用於基隆＝花蓮間的渡輪，其前身為日本神戶港＝細島港航路的るぴなす（LUPINUS）渡輪。1975年由臺灣的豪華快輪股份有限公司購入，並命名為「花蓮輪」，

## 沿革
るぴなす渡輪由日本林兼造船於1971年6月25日動工建造，同年12月25日竣工。此船原屬宮崎汽車渡輪所有，1972年後併入日本汽車渡輪。
1975年，るぴなす轉賣臺灣的豪華快輪公司，抵臺後命名為「花蓮輪」，同年7月15日花蓮輪首航典禮，在基隆港第二碼頭舉行，由時任台灣省主席謝東閔主持。晚上由花蓮開航，凌晨到基隆；白天再由基隆，開到花蓮。因當時蘇花公路仍有行車管制，花蓮輪可搭載大小汽車共乘，一度為東部帶來海運觀光熱潮。
自1980年臺灣鐵路管理局北迴線通車後，花蓮輪不敵競爭，為吸引旅客搭乘靠近海岸行駛，1983年4月19日在花蓮港北美崙鼻附近觸礁停航。拖回擱淺於南濱海岸，經拍賣欲拖往香港修復途中，遭遇颱風沉沒。

## 其他
- 花蓮輪登場之初, 曾在電視上大打廣告，廣告詞：「我是海上的璇宮，我是北海的蛟龍。載滿一船的歡樂，駛向金色的碼頭。」